# Úrvalsdeild 2015
La Úrvalsdeild 2015 (detta anche Pepsi Úrvalsdeild per motivi di sponsorizzazione) è stata la 104ª edizione della massima divisione del campionato di calcio islandese. La stagione è iniziata il 3 maggio e si è conclusa il 3 ottobre 2015. Lo Stjarnan era la squadra campione in carica, avendo vinto il titolo per la prima volta nella sua storia nella stagione 2014, chiudendo imbattuto.
L'FH Hafnarfjörðar ha vinto il campionato per la settima volta nella sua storia. Il Leiknir e il Keflavík sono stati retrocessi in 1. deild karla.

## Stagione

### Novità
Al termine stagione 2014 sono state retrocesse in 1. deild karla 2015 il Þór e il Fram Reykjavík, classificatesi agli ultimi due posti. In loro sostituzione sono stati promossi il Leiknir e l'ÍA Akranes, prime due classificate in 1. deild karla 2014.

### Formula
Le 12 squadre partecipanti si affrontano in un girone di andata e ritorno, per un totale di 22 giornate.

La squadra campione di Islanda ha il diritto a partecipare alla UEFA Champions League 2016-2017 partendo dal secondo turno di qualificazione.

Le squadre classificate al secondo e terzo posto sono ammesse alla UEFA Europa League 2016-2017 partendo dal primo turno di qualificazione.

La vincitrice della Coppa d'Islanda è ammessa al primo turno di qualificazione della UEFA Europa League 2016-2017.

Le ultime due classificate retrocedono direttamente in 1. deild karla 2016.

## Squadre partecipanti
| Club             | Città          | Stadio           | Stagione precedente        |
| ---------------- | -------------- | ---------------- | -------------------------- |
| Breiðablik       | Kópavogur      | Kópavogsvöllur   | 7º posto in Úrvalsdeild    |
| FH Hafnarfjörður | Hafnarfjörður  | Kaplakriki       | 2º posto in Úrvalsdeild    |
| Fjölnir          | Reykjavík      | Fjölnisvöllur    | 9º posto in Úrvalsdeild    |
| Fylkir           | Reykjavík      | Fylkisvöllur     | 6º posto in Úrvalsdeild    |
| ÍA Akraness      | Akranes        | Norðurálsvöllur  | 2º posto in 1. deild karla |
| ÍBV Vestmannæyja | Vestmannaeyjar | Hásteinsvöllur   | 10º posto in Úrvalsdeild   |
| Keflavík         | Keflavík       | Nettó-völlur     | 8º posto in Úrvalsdeild    |
| KR Reykjavík     | Reykjavík      | KR-völlur        | 3º posto in Úrvalsdeild    |
| Leiknir          | Reykjavík      | Leiknisvöllur    | 1º posto in 1. deild karla |
| Stjarnan         | Garðabær       | Stjörnuvöllur    | Campione d'Islanda         |
| Valur            | Reykjavík      | Vodafonevöllurin | 5º posto in Úrvalsdeild    |
| Víkingur         | Reykjavík      | Víkingsvöllur    | 4º posto in Úrvalsdeild    |

## Classifica finale
|                    | Pos. | Squadra          | Pt | G  | V  | N | P  | GF | GS | DR  |
| ------------------ | ---- | ---------------- | -- | -- | -- | - | -- | -- | -- | --- |
| Islanda (bandiera) | 1.   | FH Hafnarfjörður | 48 | 22 | 15 | 3 | 4  | 47 | 26 | +21 |
|                    | 2.   | Breiðablik       | 46 | 22 | 13 | 7 | 2  | 34 | 13 | +21 |
|                    | 3.   | KR Reykjavík     | 42 | 22 | 12 | 6 | 4  | 36 | 21 | +15 |
|                    | 4.   | Stjarnan         | 33 | 22 | 9  | 6 | 7  | 32 | 24 | +8  |
|                    | 5.   | Valur            | 33 | 22 | 9  | 6 | 7  | 38 | 31 | +7  |
|                    | 6.   | Fjölnir          | 33 | 22 | 9  | 6 | 7  | 36 | 35 | +1  |
|                    | 7.   | ÍA Akraness      | 29 | 22 | 7  | 8 | 7  | 31 | 31 | 0   |
|                    | 8.   | Fylkir           | 29 | 22 | 7  | 8 | 7  | 26 | 31 | -5  |
|                    | 9.   | Víkingur         | 23 | 22 | 5  | 8 | 9  | 32 | 36 | -4  |
|                    | 10.  | ÍBV Vestmannæyja | 19 | 22 | 5  | 4 | 13 | 26 | 37 | -11 |
|                    | 11.  | Leiknir          | 15 | 22 | 3  | 6 | 13 | 20 | 34 | -14 |
|                    | 12.  | Keflavík         | 10 | 22 | 2  | 4 | 16 | 22 | 61 | -39 |

Legenda:

      Campione d'Islanda e ammessa alla UEFA Champions League 2016-2017

      Ammesse alla UEFA Europa League 2016-2017

      Retrocesse in 1. deild karla 2016

Tre punti a vittoria, uno a pareggio, zero a sconfitta.
La classifica viene stilata secondo i seguenti criteri:
- Punti conquistati
- Differenza reti generale
- Reti totali realizzate
- Punti conquistati negli scontri diretti
- Differenza reti negli scontri diretti
- Reti realizzate negli scontri diretti
- Reti realizzate in trasferta negli scontri diretti
- play-off (solo per decidere la squadra campione)
- Sorteggio

## Risultati
|                    | Bre  | Haf  | Fjö  | Fyl  | ÍAA  | ÍBV  | Kef  | KR   | Lei  | Stj  | Val  | Vík  |
| ------------------ | ---- | ---- | ---- | ---- | ---- | ---- | ---- | ---- | ---- | ---- | ---- | ---- |
| Breiðablik         | –––– | 2-1  | 2-0  | 0-1  | 3-1  | 1-0  | 4-0  | 2-2  | 0-0  | 3-0  | 1-0  | 4-1  |
| FH Hafnarfjörður   | 1-1  | –––– | 2-1  | 2-2  | 4-1  | 3-1  | 2-0  | 1-3  | 4-2  | 4-0  | 2-1  | 1-0  |
| Fjölnir            | 0-2  | 1-3  | –––– | 1-1  | 2-0  | 1-0  | 1-0  | 2-1  | 3-0  | 1-1  | 1-1  | 4-3  |
| Fylkir             | 1-1  | 3-2  | 0-4  | –––– | 0-0  | 3-0  | 3-3  | 1-3  | 3-1  | 0-2  | 0-3  | 1-0  |
| ÍA Akranes         | 0-1  | 2-3  | 4-4  | 0-0  | –––– | 3-1  | 4-2  | 0-0  | 2-1  | 0-1  | 1-0  | 1-1  |
| ÍBV Vestmannaeyjar | 2-0  | 1-4  | 4-0  | 0-1  | 1-2  | –––– | 3-0  | 1-1  | 2-2  | 0-2  | 3-3  | 3-2  |
| Keflavík           | 1-1  | 1-2  | 1-1  | 1-3  | 0-4  | 3-1  | –––– | 0-1  | 3-2  | 1-2  | 1-2  | 1-3  |
| KR Reykjavik       | 0-0  | 1-3  | 2-0  | 2-0  | 1-1  | 1-0  | 4-0  | –––– | 1-0  | 0-3  | 2-2  | 5-2  |
| Leiknir            | 0-2  | 0-1  | 2-3  | 1-1  | 0-1  | 0-2  | 1-1  | 0-2  | –––– | 1-0  | 0-1  | 2-0  |
| Stjarnan           | 0-1  | 1-1  | 1-3  | 1-0  | 1-1  | 3-0  | 7-0  | 0-1  | 1-1  | –––– | 1-2  | 1-1  |
| Valur              | 0-1  | 2-0  | 3-3  | 4-2  | 4-2  | 1-1  | 3-2  | 3-0  | 0-3  | 1-2  | –––– | 0-1  |
| Víkingur           | 2-2  | 0-1  | 2-0  | 0-0  | 1-1  | 1-0  | 7-1  | 0-3  | 1-1  | 2-2  | 2-2  | –––– |

## Statistiche

### Classifica marcatori
| Gol |  |  | Giocatore               | Squadra                        |
| --- |  |  | ----------------------- | ------------------------------ |
| 13  |  |  | Patrick Pedersen        | Valur                          |
| 12  |  |  | Jonathan Ricardo Glenn  | Breiðablik ( ÍBV Vestmannæyja) |
| 9   |  |  | Garðar Gunnlaugsson     | ÍA Akraness                    |
| 9   |  |  | Steven Lennon           | FH Hafnarfjörður               |
| 8   |  |  | Atli Viðar Björnsson    | FH Hafnarfjörður               |
| 8   |  |  | Atli Guðnason           | FH Hafnarfjörður               |
| 8   |  |  | Jeppe Hansen            | Stjarnan                       |
| 8   |  |  | Óskar Hauksson          | KR Reykjavík                   |
| 7   |  |  | Thórir Gudjónsson       | Fjölnir                        |
| 7   |  |  | Albert Brynjar Ingason  | Fylkir                         |
| 7   |  |  | Emil Pálsson            | FH Hafnarfjörður               |
| 6   |  |  | Kennie Chopart          | Fjölnir                        |
| 6   |  |  | Höskuldur Gunnlaugsson  | Breiðablik                     |
| 6   |  |  | Sigurdur Egill Lárusson | Valur                          |
| 6   |  |  | Mark Magee              | Fjölnir                        |
| 6   |  |  | Aron Sigurdarson        | Fjölnir                        |
| 6   |  |  | Jose Sito Seoane        | ÍBV Vestmannæyja               |

## Verdetti finali
- FH Hafnarfjörður campione d'Islanda e qualificato alla UEFA Champions League 2016-2017.
- Breiðablik, KR Reykjavík e Valur (vincitore della Bikar karla 2015) qualificati alla UEFA Europa League 2016-2017.
- Leiknir e Keflavík retrocessi in 1. deild karla.